# Earl av Arundel

Earls of Arundel vapensköld

Heraldiskt vapen för hertigen av Norfolk, syns Earls of Arundel vapensköld för att visa att Hertigen har titeln.

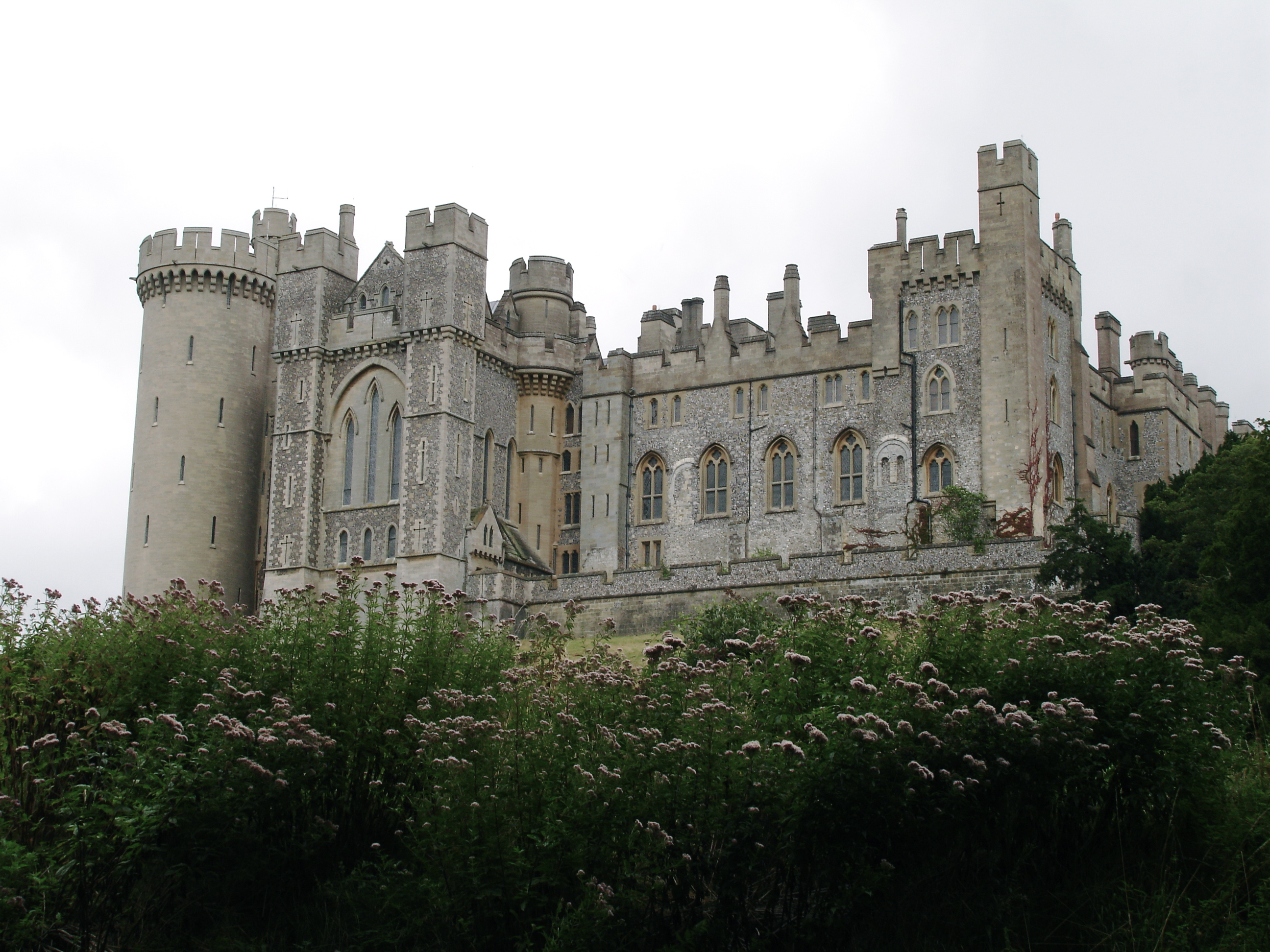
Arundel Castle

Earl av Arundel är en engelsk adelstitel som från släkten Fitzalan övergått till släkten Howard. 
Av tradition har slottsherren av Arundel Castle automatiskt fått titeln Earl av Arundel, och formellt erkänt av  Henrik VI av England den form av succession av titeln. År 1580 dog Henry FitzAlan, 19:e earl av Arundel, och sista FitzAlan för att hålla titeln, utan en manlig arvinge. Hans dotter Mary FitzAlan hade gift sig med Thomas Howard, 4:e hertig av NorfolkSläkten Howard flytta sitt huvudsäte till Arundel Castle fick det också titeln.Efter det  blev Thomas Howard son Philip Howard, 20:e earl av Arundel och hans släktingar i nedstigande led har sen dess haft titeln.

## Earl av Arundel
- Henry FitzAlan, 19:e earl av Arundel (sista FitzAlan)
- Philip Howard, 20:e earl av Arundel
- Thomas Howard, 21:e earl av Arundel
- Henry Howard, 22:e earl av Arundel
- Thomas Howard, 5:e hertig av Norfolk ( hertig av Norfolk  sen dess haft titeln)